# フィオラーノ・カナヴェーゼ
フィオラーノ・カナヴェーゼ（伊: Fiorano Canavese）は、イタリア共和国ピエモンテ州トリノ県にある、人口約800人の基礎自治体（コムーネ）。

## 地理

### 位置・広がり

#### 隣接コムーネ
隣接するコムーネは以下の通り。
- バンケッテ
- イヴレーア
- レッソロ
- ロランツェ
- モンタルト・ドーラ
- サレラーノ・カナヴェーゼ
- サモーネ
- ヴァル・ディ・キ